# Odei Antxustegi-Etxearte
Odei Antxustegi-Etxearte   (Santa Coloma de Gramenet, octubre 1982), més coneguda pel nom de ploma Odei A.-Etxearte, és una periodista i escriptora catalana.
De pare basc i mare catalana, és filla del mestre d'escola Jon Antxustegi-Etxearte. Es llicencià en Humanitats i Periodisme per la Universitat Pompeu Fabra. Col·laborà assíduament a la revista Fòrum Grama, al diari El Punt i posteriorment a El Punt Avui, sent en aquests dos darrers mitjans de comunicació redactora de la secció de política. També escriu al mitjà digital Vilaweb.

## Obres
- Gent de Santa Coloma, amb l'escriptor Jaume-Patrici Sayrach (Fòrum Grama, 2004)[4]
- De suburbi a ciutat: El Pla Popular de Santa Coloma de Gramenet (Fòrum Grama, 2014)[5]
- Tota la veritat, amb els periodistes Ferran Casas, Gerard Pruna, Marc Martínez Amat, Neus Tomàs i Roger Mateos (Ara Llibres, 2019)[6]